# العلاقات السودانية الكيريباتية
العلاقات السودانية الكيريباتية هي العلاقات الثنائية التي تجمع بين السودان وكيريباتي.

## مقارنة بين البلدين
هذه مقارنة عامة ومرجعية للدولتين:
| وجه المقارنة                                              | السودان                     | كيريباتي                        |
| --------------------------------------------------------- | --------------------------- | ------------------------------- |
| المساحة (كم2)                                             | 1.89 مليون                  | 811                             |
| عدد السكان (نسمة)                                         | 40.53 مليون                 | 116.40 ألف                      |
| الكثافة السكانية (ن./كم²)                                 | 21.44                       | 14.35 ألف                       |
| العاصمة                                                   | الخرطوم                     | جنوب تاراوا                     |
| اللغة الرسمية                                             | اللغة العربية، لغة إنجليزية | لغة إنجليزية، اللغة الكيريباتية |
| العملة                                                    | جنيه سوداني                 | دولار كريباتي، دولار أسترالي    |
| الناتج المحلي الإجمالي (بليون دولار)                      | 117.49 مليار                | 196.15 مليون                    |
| الناتج المحلي الإجمالي (تعادل القوة الشرائية) بليون دولار | 176.55 مليار                | 224.26 مليون                    |
| الناتج المحلي الإجمالي الاسمي للفرد دولار أمريكي          | 2.41 ألف                    | 1.42 ألف                        |
| الناتج المحلي الإجمالي للفرد دولار أمريكي                 | 4.07 ألف                    | 1.81 ألف                        |
| مؤشر التنمية البشرية                                      | 0.479                       | 0.590                           |
| رمز المكالمات الدولي                                      | +249                        | +686                            |
| رمز الإنترنت                                              | سودان                       | .ki                             |
| المنطقة الزمنية                                           | ت ع م+03:00، ت ع م+02:00    |                                 |

## منظمات دولية مشتركة
يشترك البلدان في عضوية مجموعة من المنظمات الدولية، منها:
| علم المنظمة | اسم المنظمة                                 | تاريخ انضمام السودان | تاريخ انضمام كيريباتي |
| ----------- | ------------------------------------------- | -------------------- | --------------------- |
|             | الاتحاد البريدي العالمي                     | ?                    | ?                     |
|             | يونسكو                                      | 26 نوفمبر 1956       | 24 أكتوبر 1989        |
|             | البنك الدولي للإنشاء والتعمير               | 5 سبتمبر 1957        | 29 سبتمبر 1986        |
|             | الاتحاد الدولي للاتصالات                    | 23 أكتوبر 1957       | 3 نوفمبر 1986         |
|             | مؤسسة التمويل الدولية                       | 21 أكتوبر 1960       | 2 أكتوبر 1986         |
|             | مؤسسة التنمية الدولية                       | 24 سبتمبر 1960       | 2 أكتوبر 1986         |
|             | الأمم المتحدة                               | 12 نوفمبر 1956       | 14 سبتمبر 1999        |
|             | مجموعة دول أفريقيا والكاريبي والمحيط الهادئ | ?                    | ?                     |
|             | منظمة حظر الأسلحة الكيميائية                | ?                    | ?                     |

## وصلات خارجية
- موقع وزارة الخارجية السودانية